# AttentionTracking
AttentionTracking ist ein Verfahren zur Aufmerksamkeitsmessung. Im Unterschied zur klassischen apparativen Blickbewegungsregistrierung wird die Aufmerksamkeit beim AttentionTracking mit der Computermaus oder einem vergleichbaren Zeigegerät gemessen. Die Aufmerksamkeitsdaten fallen in Form von Mausklicks an.

## Verfahren
Die Grundidee für das AttentionTracking entstand im Rahmen eines Forschungsprojektes am California Institute of Technology. Das Verfahren basiert darauf, dass die Aufmerksamkeit nicht nur den Blick, sondern auch andere motorische Systeme steuert. Nach kurzer Einführung und Training können Probanden mit der Maus ihrer Aufmerksamkeit folgen.
In Vergleichsstudien mit klassischen apparativen Verfahren konnten signifikante Korrelationen (r>0,92) zwischen den mit apparativen Verfahren und mit AttentionTracking erhobenen Daten ermittelt werden.

## Ablauf der Messung
Die Messung beginnt mit einem kurzen Training, in dem der Proband schrittweise an das erwünschte Klickverhalten herangeführt und gewöhnt wird. Das Training stellt sicher, dass nur Probanden mit ausreichender Maus-Kompetenz und Schnelligkeit am Test teilnehmen – vereinfacht ausgedrückt werden Hand- und Augenbewegungen synchronisiert.
Direkt im Anschluss an das Training beginnt die eigentliche Messung. Das antrainierte Klickverhalten wird dann auf dem dargebotenen Bildmaterial fortgesetzt. Währenddessen werden die Mausaktionen aufgezeichnet.
Die Klickdaten werden als Aufmerksamkeitspunkte (Fixation (Psychologie)) interpretiert und können analog zur klassischen Blickaufzeichnung, ausgewertet und visualisiert werden.

## Anwendungsfelder
Das AttentionTracking-Verfahren kann grundsätzlich für alle Anwendungsbereiche eingesetzt werden, in denen auch die klassische Blickaufzeichnung angewendet werden kann. Das Verfahren findet sowohl in der Grundlagenforschung als auch in der angewandten Forschung Anwendung.
Seit 2003 wird das Verfahren kommerziell in der Marktforschung und Marketingforschung eingesetzt, um die Wirkung von Werbemitteln zu analysieren. Durch die Online-Umsetzung des Verfahrens kann die Aufmerksamkeitsmessung in zielgruppenspezifische, überregionale Befragungen eingebunden werden.